# Un week-end fantastique
Un week-end fantastique est un film belge réalisé par Gaston Schoukens et sorti en 1959.

## Synopsis
Le couple Martin, habitant Bruxelles, visite l'Exposition universelle. Long reportage au ton humoristique.

## Fiche technique
- Réalisateur : Gaston Schoukens
- Titre : Un week-end fantastique
- Scénariste : Gaston Schoukens
- Année de sortie : 1959
- Genre : Comédie
- Format : Noir et blanc
- Durée : 66 minutes
- Pays :  Belgique

## Distribution
- Georges Aubrey : Monsieur Martin
- Jacques Mayar : Speaker
- Yolande Valois : Madame Martin